# 闭苞素D
闭苞素D（也称为2-甲氧基氧化白藜芦醇）是一种有机化合物，化学式C15H14O4，属于芪类化合物，存在于传统中草药闭苞买麻藤（Gnetum cleistostachyum）中。